# Mosiri
Mosīrī o Masīrī (farsi مصیری) è il capoluogo dello shahrestān di Rostam, circoscrizione Centrale, nella provincia di Fars. Aveva, nel 2006, una popolazione di 5.365 abitanti. 